# Sárkeresztes
Sárkeresztes is een plaats (község) en gemeente in het Hongaarse comitaat Fejér. Sárkeresztes telt 1478 inwoners (2001).